# Gunther Olaf Hofmann

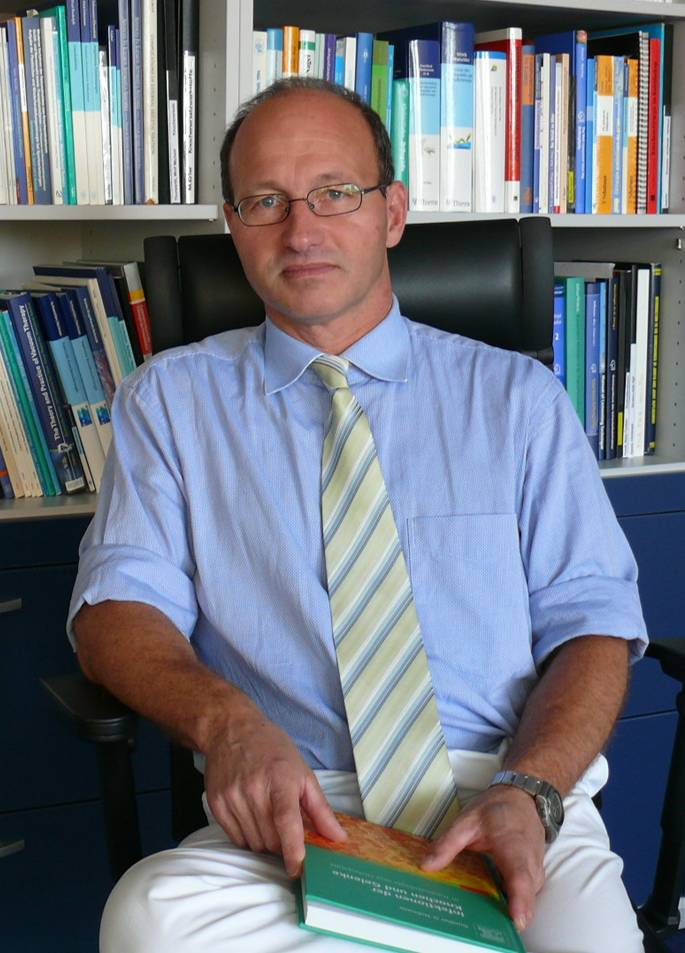
Gunther O. Hofmann, 2009

Gunther Olaf Hofmann (* 22. Mai 1957 in Landshut, Bayern) ist ein deutscher Chirurg, Physiker und Hochschullehrer.

## Leben
Das Studium der Medizin und Physik schloss Hofmann 1982 an der Ludwig-Maximilians-Universität München mit Staatsexamen und Promotion zum Dr. med. ab. An der Technischen Universität München erlangte er 1984 das Diplom in Physik und promovierte 1987 in Physik über die Biomechanik künstlicher Kniegelenke zum Doktor der Naturwissenschaften (Dr. rer. nat.). Von 1984 bis 1992 arbeitete Hofmann als Wissenschaftlicher Assistent an der Chirurgischen Klinik und Poliklinik der Ludwig-Maximilians-Universität München, Klinikum Großhadern und als freier Mitarbeiter am Labor für Biomechanik und Experimentelle Orthopädie der Staatlichen Orthopädischen Klinik in München. Mit der Habilitation im Fach Chirurgie (Biodegradierbare Osteosyntheseimplantate) 1992 wurde ihm die Lehrberechtigung (Venia legendi) in Chirurgie gemäß Hochschullehrergesetz (Bayern) verliehen.
Es folgte ein Forschungsaufenthalt im Massachusetts General Hospital in Boston, einem Lehrkrankenhaus der Medizinischen Fakultät der Harvard University und noch im selben Jahr 1992 trat er eine Stelle als Oberarzt an der Chirurgischen Klinik und Poliklinik der Ludwig-Maximilians-Universität München an. Als Chirurg und Physiker koordinierte er eine interdisziplinäre Gruppe von Mitarbeitern verschiedener Institute der Ludwig-Maximilians-Universität sowie der Fachhochschule für Holz- und Kunststofftechnik in Rosenheim. 1995 wechselte er an die Berufsgenossenschaftliche Unfallklinik Murnau.
Seit 2004 ist Gunther O. Hofmann Ärztlicher Direktor der Berufsgenossenschaftlichen Kliniken Bergmannstrost Halle (Saale) und Direktor der Klinik für Unfall-, Hand- und Wiederherstellungschirurgie der Friedrich-Schiller-Universität Jena.

## Werk

### Forschung (Auswahl)
Schwerpunkte: Entwicklung von Implantaten für Osteosynthesen und Endoprothetik, Knochen- und Gelenktransplantationen, Biomaterialien, Biomechanik, navigierte Operationsverfahren (Computer-Assisted Surgery CAS) in Unfallchirurgie und Orthopädie, Infektionen von Knochen- und Gelenken
- 1996: Weltweit erste Transplantation eines gefäßgestielten allogenen Kniegelenkes beim Menschen
- 1997: Vorklinische Entwicklung und klinischer Einsatz biodegradierbarer (abbaubarer) Knochenimplantate in der Unfallchirurgie
- 2000: Entwicklung und präklinische Testung einer retrograden Marknageltechnik am Unterschenkel
- 2000: Biomechanische Untersuchungen zur Validierung eines komprimierbaren intramedullären (im Markraum eines Organs befindlichen) Osteosynthesesystems[1]
- 2008: Entwicklung eines optischen Systems zur Erkennung der Arthrose in Zusammenarbeit mit dem Forschungszentrum Bad Langensalza (fzmb GmbH)
- 2010: Entwicklung einer Handprothese mit Mikrosensoren (Gemeinschaftsprojekt von Schmerzforschern und Unfallchirurgen des Universitätsklinikum Jena)[2]

### Publikationen (Auswahl)
- Quantitative Elektromyographie in der Biomechanik. In: Physik in unserer Zeit. Volume 19, Issue 5, 1988, S. 132–136.
- Biologisch abbaubare Knochenimplantate. In: Spektrum der Wissenschaft. Nr. 2, 1997, S. 46 (spektrum.de [abgerufen am 18. Dezember 2023]).
- Clinical experience in allogeneic vascularized bone and joint allografting. (Klinische Erfahrungen mit der Transplantation allogener vaskularisierter Knochen und Gelenke) In: Microsurgery. (Mikrochirurgie) 2001, S. 375–383.
- Therapeutische Optionen bei persistierendem Kniegelenkinfekt. In: Trauma und Berufskrankheit. Volume 5, Supplement 2, 2003, S. 221–224.
- Infektionen der Knochen und Gelenke in Traumatologie und Orthopädie. Verlag Urban & Fischer, München/Jena 2004, ISBN 3-437-23400-5.
- Modular Uncemented Tricompartmental Total Knee Arthroplasty. In: European Journal of Trauma and Emergency Surgery. (Europäische Zeitschrift für Trauma und Notfallchirurgie), 2, 2005.
- Knochen- und Gelenktransplantation. In: Transplantationsmedizin. Ein Leitfaden für den Praktiker. Verlag Walter de Gruyter, Berlin 2006, ISBN 3-11-018927-5, S. 241–252.
- Radiation- and reference base-free navigation procedure for placement of instruments and implants: Application to retrograde drilling of osteochondral lesions of the knee joint. In: Computer Aided Surgery. (Computergestützte Chirurgie) Volume 14, No. 4–6, 2009, S. 109–116. PMID 20121590

### Aktivitäten
- Leiter AG Septische Chirurgie der Deutschen Gesellschaft für Unfallchirurgie[3]
- Stiftungsrat der AFOR-Stiftung ASSOCIATION FOR ORTHOPAEDIC RESEARCH zur Förderung der Aus- und Weiterbildung von Orthopäden und Unfallchirurgen und zur Unterstützung der Forschung zur steten Verbesserung der Behandlung von Erkrankungen und Verletzungen des Bewegungsapparates[4]
- Beirat der Hannelore-Kohl-Stiftung für Verletzte mit Schäden des Zentralen Nervensystems

## Ehrungen
- 1986 Otto-Götze-Preis der Vereinigung der Bayerischen Chirurgen
- 1997 Herbert-Stiller-Preis der Ärzte gegen Tierversuche e.V.
- 2008: Science4Life Venture Cup für die Entwicklung eines optischen Systems zur Erkennung der Arthrose (Team der arthrospec AG)[5]